# 労働赤旗勲章
労働赤旗勲章（ろうどうあかはたくんしょう、ロシア語: Орден Трудового Красного Знамени）は、ソビエト連邦が制定した勲章。

## 概要
労働赤旗勲章は、卓越した労働や技術の功績を達成した民間人に対して授与された。軍人を対象とする赤旗勲章に相当する。
勲章のデザインはV.ゴレネツキーによってなされ、銀、金メッキおよびエナメルで作られている。
作家のミハイル・プリーシヴィンは1943年に労働赤旗勲章を受章。
カメラ工場のクラスゴルスク機械工場（KMZ）は1967年に労働赤旗勲章を受章している。

## 受賞者
- レフコ・レヴツキー

## 関連事項
- 栄誉称号
- 英雄称号
- ソ連邦英雄
- ソビエト連邦国家賞
- 社会主義労働英雄
- ロシア連邦英雄
- ベラルーシ英雄
- レーニン勲章